# Патрік ван Анголт
Патрік ван Анголт (нід. Patrick van Aanholt; нар. 29 серпня 1990, Гертогенбос) — нідерландський футболіст, захисник клубу «Галатасарай». На умовах оренди грає на батьківщині за ПСВ.

## Клубна кар'єра
Народився 29 серпня 1990 року в місті Гертогенбос в родині вихідців з Кюрасао. Вихованець ПСВ, з якого 2007 року потрапив в академію лондонського «Челсі».
Не зігравши жодного матчу за основу «синіх», в серпні 2009 року Патрік був відданий на півроку в оренду в «Ковентрі Сіті» з Чемпіоншіпа, де провів 20 матчів. Після цього 29 січня 2010 року був орендований іншим клубом Чемпіоншіпа «Ньюкасл Юнайтедом» на 1 місяць для заміни травмованого Хосе Енріке. Разом з Хонасом Гутьерресом становив ударну силу «сорок» на лівому фланзі, зігравши у семи матчах чемпіонату.

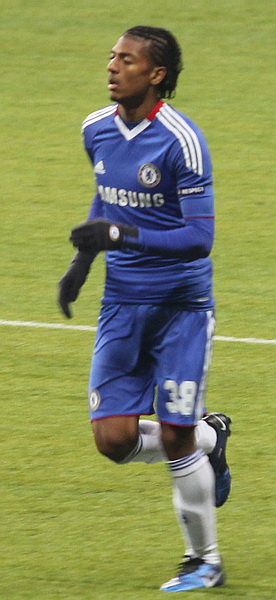
Патрік ван Анголт під час виступів за «Челсі». 19 жовтня 2010 року.

Повернувшись до «Челсі», 24 березня 2010 року він дебютував у складі «пенсіонерів» в матчі Прем'єр-ліги проти «Портсмута» (5:0), вийшовши на заміну на 70-й хвилині замість Юрія Жиркова. 27 березня, у матчі наступного туру проти «Астон Вілли» (7:1), знову вийшовши на заміну замість росіянина. Цей матч став для Патріка останнім в тому сезоні, який для «Челсі» став чемпіонським.
15 вересня 2010 року ван Анголт дебютував у Лізі чемпіонів, зігравши в матчі проти «Жиліни» (1:4). Через тиждень в матчі Кубку Ліги проти «Ньюкасл Юнайтеда» Патрік забив свій перший гол у дорослій кар'єрі. Всього до кінця року нідерландець зіграв ще у трьох матчах Ліги чемпіонів, а також у одній грі національного кубку.
26 січня 2011 року він був відданий в оренду до кінця сезону в «Лестер Сіті» з Чемпіоншіпа. Через травму Патрік зіграв за клуб лише 12 матчів, але також забив один гол — 9 квітня в грі з «Бернлі» (4:0).
31 серпня 2011 року він був відданий в оренду на сезон 2011/12 у «Віган Атлетік». Проте у новій команді Анголт не виграв місця в стартовому складі, зігравши лише чотири матчі до кінця року. Через це в січні 2012 року орендна угода була розірвана за згодою сторін і захисник повернувся в «Челсі».
16 січня 2012 року Патрік був відданий в оренду в «Вітесс», де виступав наступні 2,5 сезони, до літа 2014 року. Більшість часу, проведеного у складі «Вітесса», був основним гравцем захисту команди.
25 липня 2014 року ван Анголт покинув «Челсі» і перейшов в «Сандерленд», уклавши з клубом чотирирічний контракт. Відіграв за клуб з Сандерленда 82 матчі в національному чемпіонаті.
30 січня 2017 року перейшов до «Крістал Пелес», уклавши з новим клубом трирічний контракт. Дебютував в новій команді вже наступного дня, в матчі з «Борнмутом». Матч закінчився з рахунком 2-0 на користь лондонців.

## Виступи за збірні
2008 року дебютував у складі юнацької збірної Нідерландів, взяв участь у 8 іграх на юнацькому рівні.
Протягом 2010–2013 років залучався до складу молодіжної збірної Нідерландів, разом з якою став півфіналістом молодіжного чемпіонату Європи 2013 року в Ізраїлі. На молодіжному рівні зіграв у 16 офіційних матчах.
19 листопада 2013 року Ван Анголт дебютував у складі національної збірної Нідерландів в товариському матчі проти збірної Колумбії (0:0), вийшовши в компенсований час замість Мемфіса Депая.
У травні 2014 року потрапив у розширений список збірної на чемпіонат світу 2014 року і навіть зіграв 17 травня в товариській грі проти збірної Еквадору (1:1). Проте згодом тренер «помаранчевих» Луї ван Гал віддав перевагу Теренсу Конголо і Патрік в остаточну заявку на турнір не потрапив.
Наразі провів у формі головної команди країни 19 матчів.
| Дата       | Місто     | Господарі          | Результат | Гості                | Турнір                               | Голи | Примітки |
| ---------- | --------- | ------------------ | --------- | -------------------- | ------------------------------------ | ---- | -------- |
| 19-11-2013 | Амстердам | Нідерланди         | 0 – 0     | Колумбія             | товариський матч                     | -    | 90+2'    |
| 17-5-2014  | Амстердам | Нідерланди         | 1 – 1     | Еквадор              | товариський матч                     | -    | 46'      |
| 25-3-2016  | Амстердам | Нідерланди         | 2 – 3     | Франція              | товариський матч                     | -    | 77'      |
| 29-3-2016  | Лондон    | Англія             | 1 – 2     | Нідерланди           | товариський матч                     | -    | 82'      |
| 1-6-2016   | Гданськ   | Польща             | 1 – 2     | Нідерланди           | товариський матч                     | -    | 46'      |
| 4-6-2016   | Відень    | Австрія            | 0 – 2     | Нідерланди           | товариський матч                     | -    |          |
| 23-3-2018  | Амстердам | Нідерланди         | 0 – 1     | Англія               | товариський матч                     | -    |          |
| 31-5-2018  | Трнава    | Словаччина         | 1 – 1     | Нідерланди           | товариський матч                     | -    | 75'      |
| 16-10-2018 | Брюссель  | Бельгія            | 1 – 1     | Нідерланди           | товариський матч                     | -    | 61'      |
| 19-11-2019 | Амстердам | Нідерланди         | 5 – 0     | Естонія              | Відбір до ЧЄ 2020                    | -    |          |
| 15-11-2020 | Амстердам | Нідерланди         | 3 – 1     | Боснія і Герцеговина | Ліга націй УЄФА 2020-2021 - 1-й етап | -    | 79'      |
| 18-11-2020 | Хожув     | Польща             | 1 – 2     | Нідерланди           | Ліга націй УЄФА 2020-2021 - 1-й етап | -    | 71'      |
| 24-3-2021  | Стамбул   | Туреччина          | 4 – 2     | Нідерланди           | Відбір до ЧС 2022                    | -    | 82'      |
| 2-6-2021   | Фару      | Нідерланди         | 2 – 2     | Шотландія            | товариський матч                     | -    | 69'      |
| 6-6-2021   | Енсхеде   | Нідерланди         | 3 – 0     | Грузія               | товариський матч                     | -    | 73'      |
| 13-6-2021  | Амстердам | Нідерланди         | 3 – 2     | Україна              | ЧЄ 2020 - 1-й етап                   | -    | 64'      |
| 17-6-2021  | Амстердам | Нідерланди         | 2 – 0     | Австрія              | ЧЄ 2020 - 1-й етап                   | -    | 65'      |
| 21-6-2021  | Амстердам | Північна Македонія | 0 – 3     | Нідерланди           | ЧЄ 2020 - 1-й етап                   | -    |          |
| 27-6-2021  | Будапешт  | Нідерланди         | 0 – 2     | Чехія                | ЧЄ 2020 - 1/8 фіналу                 | -    | 81'      |
| Усього     |           | Матчів             | 19        |                      | Голів                                | 0    |          |

## Особисте життя
Патрік є двоюрідним братом іншого гравця збірної Нідерландів Лероя Фера.

## Титули і досягнення
- Чемпіон Англії (1):

«Челсі»: 2009-10
- Володар Кубка Англії (1):

«Челсі»: 2009-10
- Володар Кубка Нідерландів (1):

ПСВ: 2022-23
- Володар Суперкубка Нідерландів (1):

ПСВ: 2023